# 도세지마촌
도세지마촌 (登世島村)은 후쿠시마현 가와누마군에 있던 촌이다. 현재의 니시아이즈정 도세지마에 해당한다.

## 역사
- 1889년 4월 1일 - 정촌제 시행에 의해 도세지마촌이 단독으로 자치체를 형성하였다.
- 1954년 7월 1일 - 야마 군 신고 촌·오쿠카와 촌이 가와누마 군 노자와 정·오노모토 촌·무쓰아이 촌·시타야 촌·무라오카 촌·가미노지리 촌·호사카 촌과 합병해 니시아이즈정이 성립하여, 동일 도세지마촌이 폐지되었다.

## 교통

### 철도
현재는 구촌 지역에 반에쓰사이선 오노보리역이 있지만, 당시에는 미개업(1955년 개업)이었다.

## 참고문헌
- 角川日本地名大辞典 7 福島県